# Bobby Decordova-Reid
Bobby Armani Decordova-Reid (ur. 2 lutego 1993 w Bristol) – jamajski piłkarz pochodzenia angielskiego, występujący na pozycji napastnika w angielskim klubie Leicester City oraz w reprezentacji Jamajki. Uczestnik Copa América 2024.